# Marisol Fernández Barrero
Marisol Fernández Barrero (Burgos, 1960 - 10 de febrero de 2021) fue una activista social, ecologista, sindicalista, programadora y política española.

## Biografía
Fernández Barrero fue fundadora de la asociación vecinal de Canamunt. Persona histórica de la izquierda ecologista mallorquina, llegó a ser concejala de EU-Verds en el Ayuntamiento de Palma entre los años 2003 y 2007, e impulsora de Más por Palma, además de representante sindical de CC.OO. en la Junta de Personal del Ayuntamiento palmesano, donde era funcionaria.
En el Ayuntamiento de Palma, también fue coordinadora de Servicios Sociales, por el Bloc per Mallorca, junto con Eberhard Grosske como concejal del área. En 2011, ocupó el segundo puesto, después de Antoni Verger, en la coalición PSM-Entesa e IniciativaVerds, con Antoni Noguera como número tres. En 2013, renunció por motivos personales y fue sustituida por Neus Truyol Caimari.
Como activista social, fue presidenta y fundadora de la Asociación de Vecinos Canamunt-Ciutat Antiga, zona en la que residía desde los años 1980, y secretaria de la Federación de Asociaciones de Vecinos de Palma. Al margen de su carrera política, Marisol Fernández era funcionaria del Ayuntamiento de Palma, donde obtuvo una plaza de auxiliar administrativa. Años después, solicitó una excedencia y empezó a trabajar en el Instituto Municipal de Innovación (IMI), como programadora.